# Palazzo Comunale (Marino)
Il Palazzo Comunale di Marino, meglio noto come Palazzo Matteotti dal nome recente della piazza antistante e chiamato anche Palazzo della Vecchia Locanda, è un palazzo monumentale della cittadina di Marino, in provincia di Roma, nell'area dei Castelli Romani.

## Storia

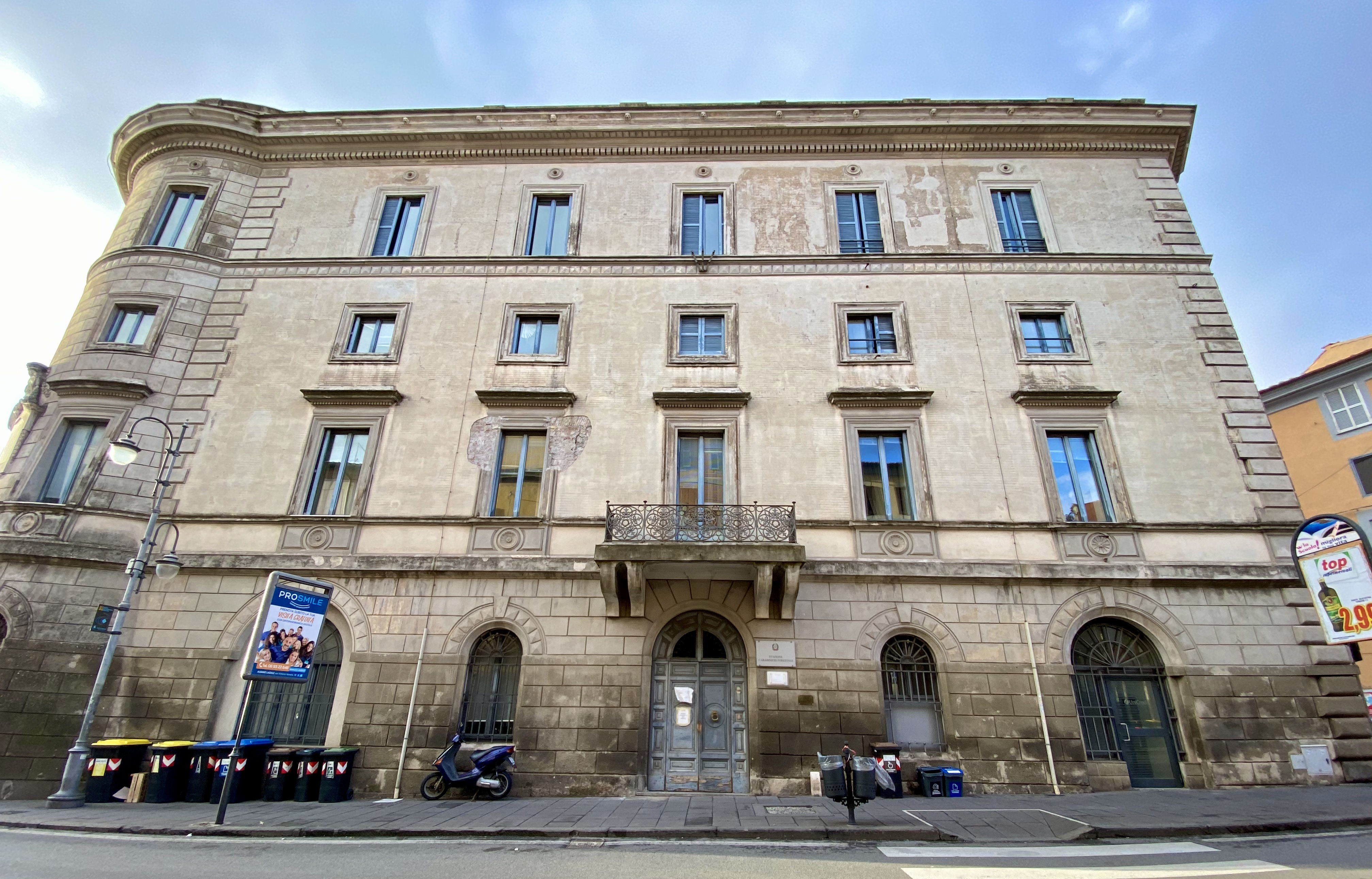
La facciata verso Corso Vittoria Colonna (ottobre 2020).

Il Consiglio comunale di Marino il 14 aprile 1879 votò una delibera che decideva di far costruire una nuova dignitosa sede per ospitare il Municipio cittadino: il sito ideale venne individuato nell'allora piazza Camillo Benso di Cavour, all'incrocio tra le importanti arterie di Corso Trieste, all'epoca Corso Vittorio Emanuele II, via Giuseppe Garibaldi e Corso Vittoria Colonna, tratto urbano della Strada statale 216 Maremmana III. Per realizzare la struttura, il Comune stanziò £ 138.771.73.
Il progetto dell'edificio risaliva già al 26 marzo 1879, ed era stato eseguito dall'architetto Raffaele Ingami; il sito scelto era occupato da alcuni edifici, tutti di proprietà privata tranne il più grande, di proprietà del Comune stesso. In questo edificio aveva avuto sede fino agli inizi del XIX secolo la Vecchia Locanda, struttura ricettiva posta sull'antica via postale tra Roma e Napoli, che attraversava proprio Marino.
Il 27 giugno 1879 viene emanato dal sindaco il bando di gara per i lavori, e si fissa il limite della presentazione delle offerte per il 3 luglio dello stesso anno. Vinse l'incarico il costruttore Alberto Ruspantini. Per impadronirsi delle aree private su cui edificare il palazzo, vista la riluttanza dei padroni, il Comune dovette ricorrere alle vie legali ed il 4 luglio 1881 il Prefetto di Roma emanò un ordine d'esproprio a danno dei proprietari privati.
Nell'agosto 1884 terminarono i lavori nel palazzo, che divenne sede municipale nel mese di novembre di quello stesso anno. 
Il palazzo segue nelle tre facciate uno stile rinascimentale con influenze neo-classiche. I piani dell'edificio sono quattro, mentre i balconi sono due, uno su piazza Matteotti e l'altro su Corso Colonna; i portali sono invece tre, due sottostanti i balconi sopra citati e uno su via Garibaldi. L'ingresso principale è su piazza Matteotti.
Il rivestimento della facciata è in peperino fino all'altezza di tre metri, poi è intonacato. Il palazzo è dotato di cortile interno, già presente nella Vecchia Locanda, e di terrazza.
L'angolo tra piazza Matteotti e Corso Colonna è costituito da una delle antiche torri rotonde della Rocca Frangipane, inglobata nella struttura. Si suppone che un'altra torre della Rocca sia stata inglobata nell'angolo del palazzo tra Corso Colonna e via Garibaldi, vista la singolare forma di quell'angolo e la presenza di una scala a chiocciola. 
All'interno del palazzo, oltre ad un grande scalone, sono presenti due scale a chiocciola, resti delle antiche strutture della Rocca. Inoltre, il primo piano della torre tonda è affrescato con scene naturalistiche. 
Nel 1916 Palazzo Colonna fu acquisito dal Comune di Marino, che da allora esercitò in quel palazzo molte funzioni di rappresentanza. Tuttavia, il 2 febbraio 1944 Palazzo Colonna fu praticamente raso al suolo dai bombardamenti anglo-americani è il Palazzo Comunale tornò sede municipale a tutti gli effetti fino al 1958, anno della conclusione della ricostruzione di Palazzo Colonna, da allora sede municipale definitiva.
Dopo l'abbandono da parte del sindaco e degli uffici comunali, nel palazzo vennero stanziati il Commissariato di Pubblica Sicurezza, la sede della scuola media comunale, quindi dal 1973 la sede della Pro-Loco e dal 1975 quella del concerto filarmonico Enrico Ugolini. Nel 1987 il palazzo venne dichiarato inagibile, e gli interni sgomberati. Dal 1990 incominciarono lunghi lavori di restauro, che si conclusero solo nel 2001 grazie ai finanziamenti della Banca di Roma, divenuta attualmente proprietaria in concessione per 99 anni dei primi tre piani del palazzo, dove è ospitata la sede filiale Lazio Sud del noto istituto bancario. All'ultimo piano del palazzo hanno sede il Centro per l'impiego di Marino (ex-Ufficio di collocamento) e alcuni uffici della Polizia locale e della Protezione civile comunale.